# Фаустин
Фаустин (лат. Faustinus; повне ім'я та дата народження невідомі) — узурпатор (претендент на трон) Галльської імперії за часів імператора Тетрика I.
Про життя Фаустина зберіглося обмаль подробиць. Деякі літературні джерела (Секст Аврелій Віктор, Євтропій та Полемій Сільвій) називають Фаустина ініціатором заколота проти галльського імператора Тетрика I. Імовірно, на момент повстання Фаустин був очільником провінції Белгіки, оскільки столиця цієї провінції, Августа Треверорум, була місцем початку повстання. Згідно з багатьма джерелами, повстання Фаустина було настільки загрозливим, що змусило Тетрика звернутися по допомогу до чинного римського імператора Авреліана.
Точна дата повстання Фаустина невідома, але історики, як правило, називають період між кінцем 273 р. і літом 274 р. Деякі стародавні джерела припускають, що Фаустин продовжував своє повстання навіть після того, як Тетрик здався Авреліану після поразки в битві при Шалоні. За цим сценарієм Авреліан мав здобути перемогу над Фаустином 274 р.
Можливо, Фаустин мав певне майно в Британії, яке було конфісковано після придушення його повстання.